# Bambusa
Bambusa är ett släkte av gräs. Bambusa ingår i familjen gräs.

## Bildgalleri

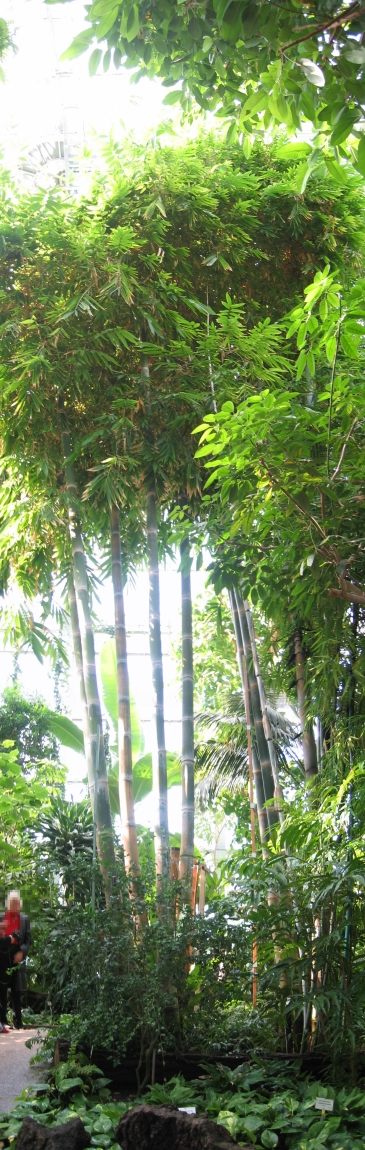
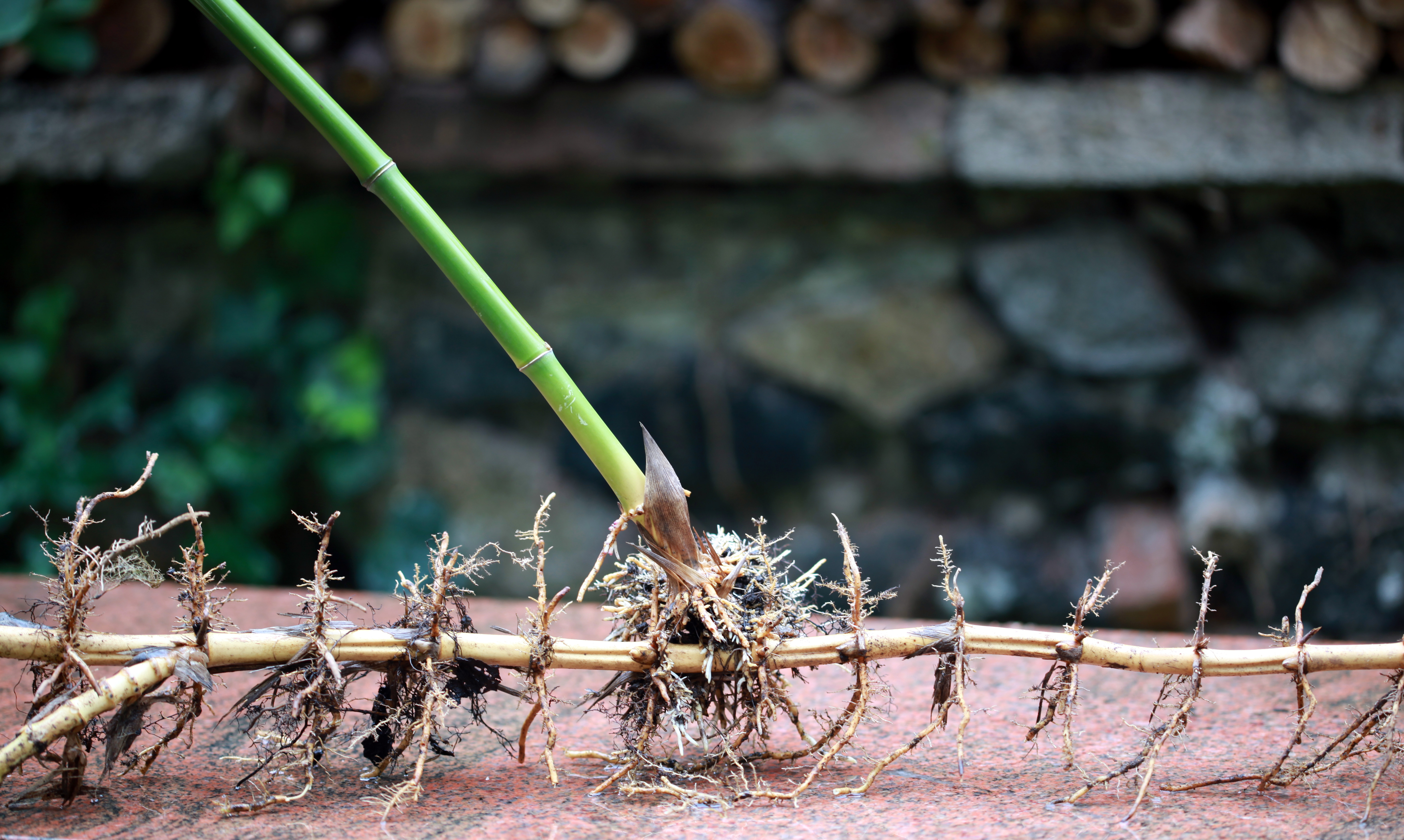
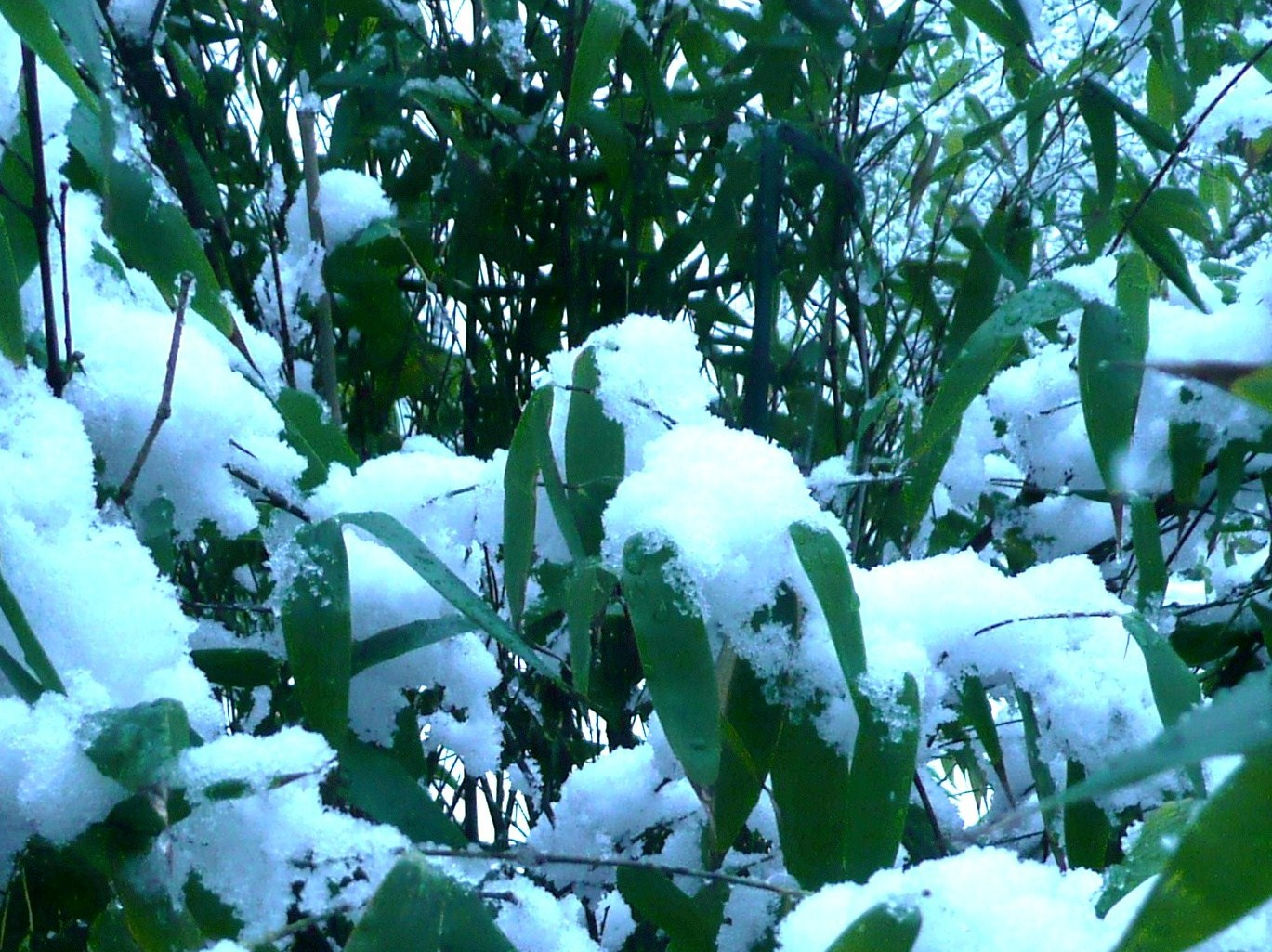
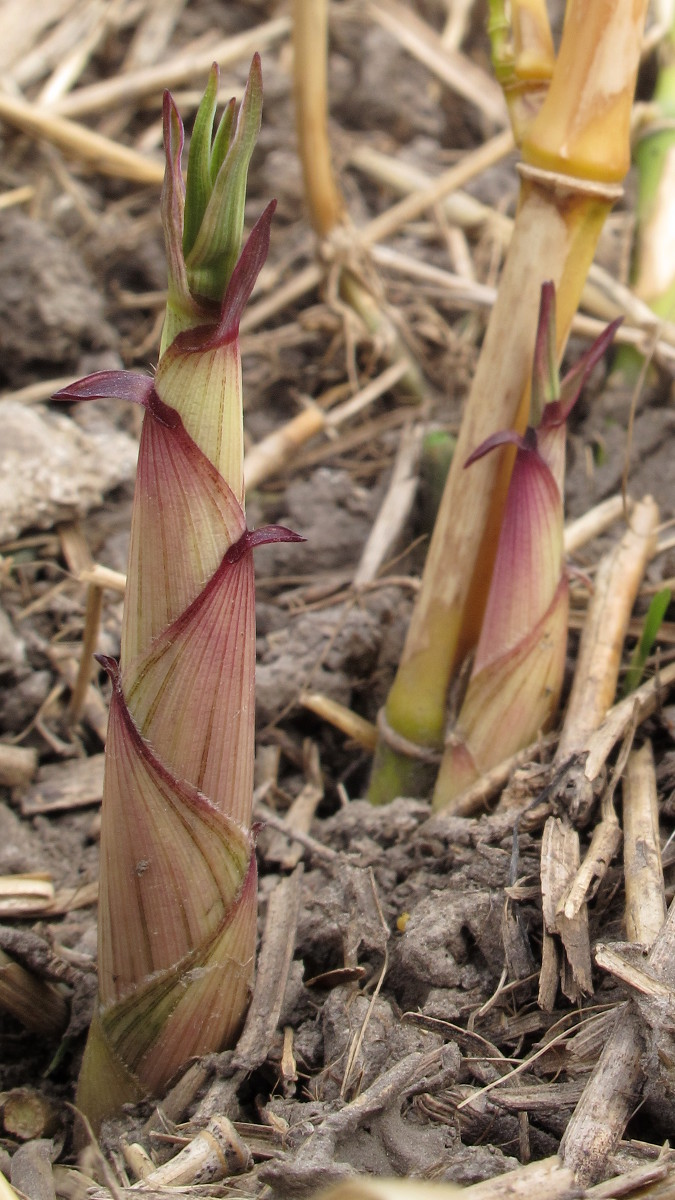
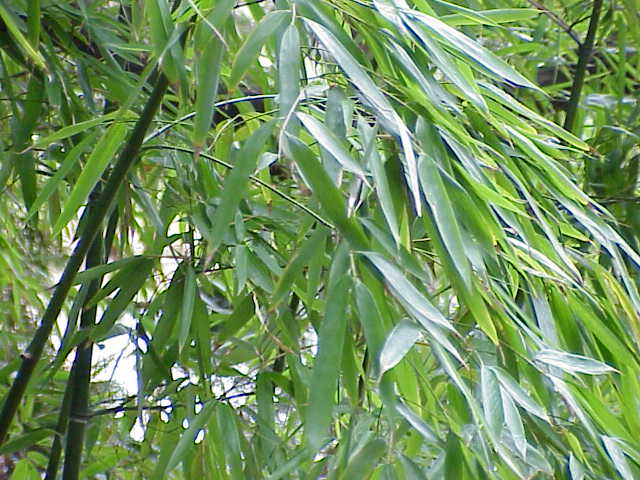
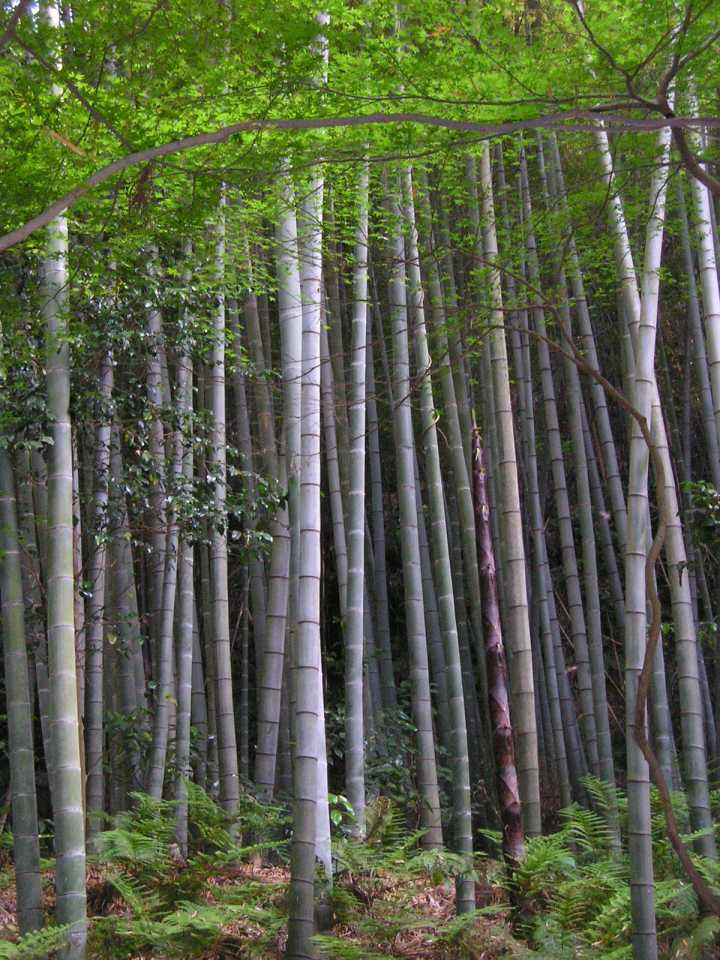

## Dottertaxa tillBambusa, i alfabetisk ordning[1]
- Bambusa affinis
- Bambusa albolineata
- Bambusa alemtemshii
- Bambusa amahussana
- Bambusa amplexicaulis
- Bambusa angustiaurita
- Bambusa angustissima
- Bambusa arnhemica
- Bambusa assamica
- Bambusa aurinuda
- Bambusa australis
- Bambusa balcooa
- Bambusa bambos
- Bambusa barpatharica
- Bambusa basihirsuta
- Bambusa basisolida
- Bambusa beecheyana
- Bambusa bicicatricata
- Bambusa binghamii
- Bambusa blumeana
- Bambusa boniopsis
- Bambusa brevispicula
- Bambusa brunneoaciculia
- Bambusa burmanica
- Bambusa cacharensis
- Bambusa cerosissima
- Bambusa chungii
- Bambusa chunii
- Bambusa clavata
- Bambusa comillensis
- Bambusa concava
- Bambusa contracta
- Bambusa copelandii
- Bambusa corniculata
- Bambusa cornigera
- Bambusa crispiaurita
- Bambusa diaoluoshanensis
- Bambusa dissemulator
- Bambusa dissimulator
- Bambusa distegia
- Bambusa dolichoclada
- Bambusa duriuscula
- Bambusa emeiensis
- Bambusa eutuldoides
- Bambusa farinacea
- Bambusa fimbriligulata
- Bambusa flexuosa
- Bambusa fruticosa
- Bambusa funghomii
- Bambusa garuchokua
- Bambusa gibba
- Bambusa gibboides
- Bambusa glabrovagina
- Bambusa glaucophylla
- Bambusa grandis
- Bambusa griffithiana
- Bambusa guangxiensis
- Bambusa hainanensis
- Bambusa heterostachya
- Bambusa horsfieldii
- Bambusa indigena
- Bambusa insularis
- Bambusa intermedia
- Bambusa jacobsii
- Bambusa jaintiana
- Bambusa khasiana
- Bambusa kingiana
- Bambusa lako
- Bambusa lapidea
- Bambusa latideltata
- Bambusa laxa
- Bambusa lenta
- Bambusa longipalea
- Bambusa longispiculata
- Bambusa macrolemma
- Bambusa macrotis
- Bambusa maculata
- Bambusa malingensis
- Bambusa marginata
- Bambusa merrillii
- Bambusa microcephala
- Bambusa mollis
- Bambusa moreheadiana
- Bambusa multiplex
- Bambusa mutabilis
- Bambusa nagalandiana
- Bambusa nepalensis
- Bambusa nutans
- Bambusa odashimae
- Bambusa oldhamii
- Bambusa oliveriana
- Bambusa ooh
- Bambusa pachinensis
- Bambusa pallida
- Bambusa papillata
- Bambusa papillatoides
- Bambusa pervariabilis
- Bambusa pierreana
- Bambusa piscatorum
- Bambusa polymorpha
- Bambusa procera
- Bambusa prominens
- Bambusa ramispinosa
- Bambusa rangaensis
- Bambusa remotiflora
- Bambusa riauensis
- Bambusa rigida
- Bambusa riparia
- Bambusa rongchengensis
- Bambusa rugata
- Bambusa rutila
- Bambusa salarkhanii
- Bambusa schizostachyoides
- Bambusa semitecta
- Bambusa sesquiflora
- Bambusa sinospinosa
- Bambusa solomonensis
- Bambusa stenoaurita
- Bambusa subaequalis
- Bambusa subtruncata
- Bambusa surrecta
- Bambusa tabacaria
- Bambusa teres
- Bambusa textilis
- Bambusa truncata
- Bambusa tsangii
- Bambusa tulda
- Bambusa tuldoides
- Bambusa utilis
- Bambusa valida
- Bambusa variostriata
- Bambusa wenchouensis
- Bambusa villosula
- Bambusa vinhphuensis
- Bambusa viridis
- Bambusa vulgaris
- Bambusa xiashanensis
- Bambusa xueana